# ميخائيل ماتيوس
ميخائيل ماتيوس (بالألمانية: Michael Matheus)‏ هو مختص في الدراسات القروسطية ‏ وأستاذ جامعي ألماني، ولد في 27 مارس 1953 في Graach an der Mosel ‏ في ألمانيا.

## وصلات خارجية
- ميخائيل ماتيوس على موقع IMDb (الإنجليزية)